# Міссісіпі (річка)
Міссісі́пі (англ. Mississippi, мовою індіанців племені оджибве: «батько вод») — найдовша річка в США, та одна з найбільших річок світу.
Довжина — 3 734 км (від джерела Джефферсон, далі Міссурі — 6 275 км). Площа басейну, що простягається від Скелястих гір до Аппалачів і від району Великих озер, з якими з'єднана Іллінойським водним шляхом, до Мексиканської затоки — 2 981 тис. км². Впадає у Мексиканську затоку. Відкрита в 1541 році іспанцем Ернандо де Сото. Першим з європейців річкою проплив в 1681 — 1682 рр. Робер де ла-Саль.

## Верхня та нижня течії
Річка бере початок з невеликого озера Айтеске на північному заході Центральних рівнин, і верхів'ям протікає заболоченою, вкритою численними озерами лісистою місцевістю штату Міннесота.
Долина і русло Міссісіпі за морфологічними особливостями поділяється на три ділянки: верхню, середню і нижню; межами між ними є гирла найбільших приток — Міссурі та Огайо. У верхів'ї річка протікає через невеликі озера і заболочені простори. На міжозерних ділянках багато порогів і кам'янистих перекатів. На ділянці між гирлами річок Міннесота і Де-Мойн долина Міссісіпі, врізаючись у вапняки, звужується й утворює пороги поблизу міст Рок-Айленд і Кіокук. Найбільший водоспад — Сент-Ентоні (англ. Saint Anthony Falls) біля Міннеаполісу (англ. Minneapolis). Живлення є змішане, снігово-дощове.
Протікаючи через Центральні рівнини, Міссісіпі приймає ряд великих приток: Міннесота, Де-Мойн, Міссурі, Арканзас, Ред-Ривер (праві), Чіп-пева, Вісконсин, Іллінойс, Огайо і т. д. (ліві). Притоки прокладають собі шлях через посушливі простори й, глибоко врізуючись у пухкі товщі Великих рівнин, виносять звідти величезну кількість алювію, але мало води. Тому Міссісіпі навіть після злиття з Міссурі ще не стає повноводною річкою. Могутньою вона стає лише після впадіння в неї Огайо.
Праві притоки Міссісіпі, що течуть посушливою територією, приносять в неї мало води. Найбільша з них — Міссурі. За довжиною вона перевершує Міссісіпі, проте, несе значно менше води. Головну роль в її живленні відіграють дощі, певне значення мають і сніги, що випадають в горах. Тому навесні та влітку внаслідок злив і танення снігу бувають сильні повені. У інші періоди Міссурі сильно міліє і доносить мало води до Міссісіпі. Протікаючи з півночі на південь річка розмиває глинисті породи, тому її води стають бруднувато-жовтими. За це американці жартівливо називають її «товстою бруднулею».
Натомість ліві притоки Міссісіпі повноводні протягом року. Найбільша ліва притока — Огайо — починається в Аппалачах і перетинає зі сходу на захід Центральні рівнини. Впадаючи в Міссісіпі, Огайо збільшує кількість води у ній майже у 1,5 раза. Найбільш повноводною річка буває під час літніх мусонних дощів.
Ділянка річки від впадіння Огайо і до гирла вважається нижньою течією. Ширина долини нижче від гирла Огайо досягає 25 км, а в штаті Луїзіана навіть і 70-100 км. Ширина Міссісіпі біля Нового Орлеана становить 2400 м. Русло річки на цій ділянці звивисте, має багато стариць.
Режими річок системи Міссісіпі досить різноманітні. Так, ті з них, витоки яких знаходяться в Скелястих горах, найвищий рівень мають влітку. Взимку вони на кілька місяців вкриваються льодом. Праві притоки середньої течії Міссісіпі мають режим преріанського, а ліві — аппалачського типів. У нижній течії річка ніколи не замерзає.
Максимальний розлив Міссісіпі припадає на весну. Середні річні витрати води вище від гирла Міссурі становлять близько 1 900 м³/сек., перед впадінням Огайо — близько 5 800 м³/сек., в гирлі — 19 000 м³/сек. Об'єм середньорічного стоку становить близько 600 м³/км, а наносів — 211 млн м³.

### Верхня течія

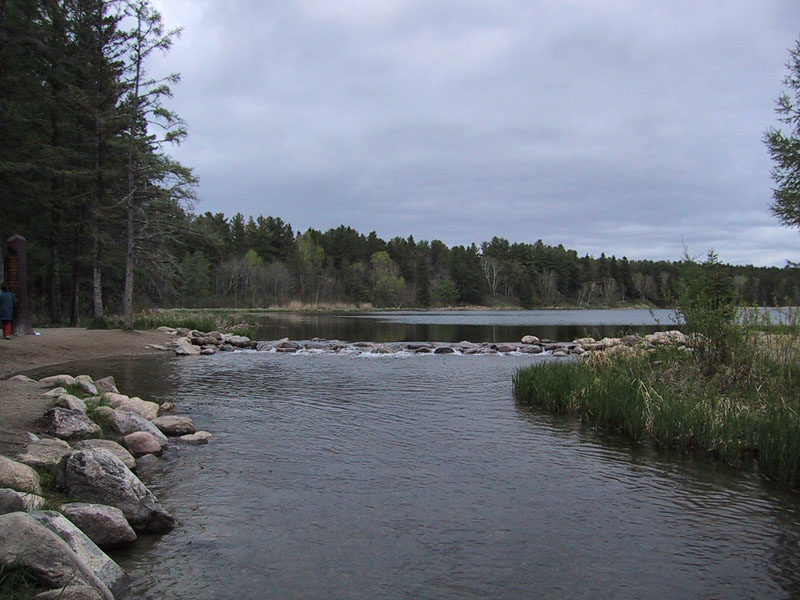
Витік річки Міссісіпі на озері Айтеске

У верхній течії Міссісіпі повільно вибирається з лабіринту озер, боліт і торфовищ. Давній льодовик завалив її стару долину валунами та глиною, і річці довелося прокладати нове русло краєм щита, складеного з корінних порід, утворюючи пороги та водоспади.
Водоспад Сент-Ентоні заввишки 20 м вважається межею кристалічного щита. Спускаючись з водоспаду Сент-Ентоні, Міссісіпі знаходить своє старе річище. З цього місця вона тече порівняно спокійно і стає судноплавною.
На Міссісіпі безліч островів. Їх так багато, що замість назв їм дали номери. Після кожної повені деякі з них перетворюються на півострови або зникають зовсім, одні діляться на частини, інші — виникають знов, збиваючи з пантелику географів і капітанів. Усі острови повільно переміщуються вниз за течією. Береги, що звернуті проти течії, розмиваються річкою, а на протилежних відкладаються нові наноси. Тому на їх верхніх кінцях часто можна побачити високий ліс, на нижніх — голу піщану косу. Прикладом такого острова може бути острів Джексона, на якому переховувався літературний герой Гекльберрі Фінн.

### Нижня течія

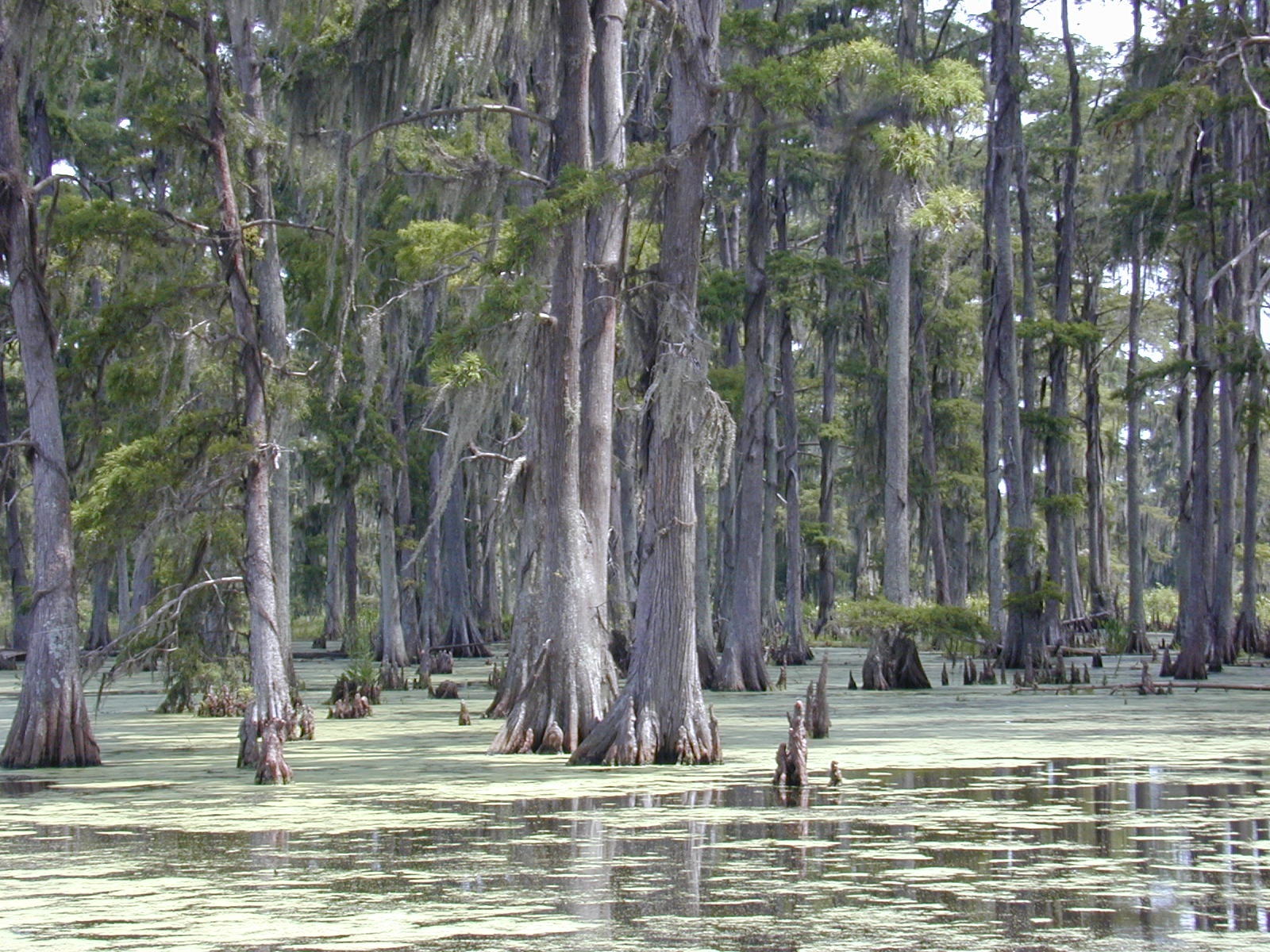
Болота та кипарисові ліси на півдні Луїзіани

Своїх справжніх розмірів Міссісіпі набирає після злиття з Огайо — «Прегарною річкою», як її називали французькі дослідники. Від місця впадіння Огайо Міссісіпі вже можна вважати усталеною, з виробленим профілем, річкою. У своїй нижній течії Міссісіпі розбивається на численні рукави. Разом з притоками рукави утворюють лабіринт заболочених повільних потоків. Щоб запобігати повеням, кожний рукав доводиться захищати дамбами.
Міссісіпі несе в море величезну кількість мулу: 211 млн м³ на рік. Вона заповнює Мексиканську затоку, висунувши велику дельту завдовжки 320 км і завширшки 300 км. Дельта Міссісіпі є однією з найбільших річкових дельт у світі. Через велику кількість наносів щороку дельта висувається в море приблизно на 100 м.
Русло Міссісіпі у напрямі до гирла не розширюється, а, навпаки, звужується. Дельта має форму гусячої лапи. Вона щороку затоплюється під час повені. Низинні місця заросли вологими субтропічними лісами. Ліси густо переплетені ліанами, гілки вкриті звисаючими епіфітами. На пальцях «гусячої лапи» через високу вологість ліс не росте. Багнисті коси, що ледве підіймаються з води, тільки слабко закріплені корінням очерету. На кінець літа Міссісіпі дуже міліє. Великі глибини зберігаються лише у нижній течії. Ранньою весною річка сильно розливається. Для захисту від повеней на річці збудовані дамби та відвідні канали. Головною причиною повеней звичайно буває Огайо. Часто рівень води в Огайо так підіймається, що річище Міссісіпі не вміщає її. Тоді частина води Огайо рухається вгору по Міссісіпі, повертаючи води головної річки назад протягом кількох десятків кілометрів.
Річки системи Міссісіпі мають велике господарське значення. Загальна протяжність судноплавних шляхів басейну — понад 25 тис. км². Міссісіпі сполучена каналами із системою Великих озер. На притоках Міссісіпі було споруджено ряд великих електростанцій.

## Етимологія
Слово Міссісіпі походить від Messipi, французької інтерпретації назви річки мовою оджибве — Misi-ziibi (Велика річка). Оджибве називали озеро Ітаска Omashkoozo-zaaga'igan (Лосяче озеро, англ. Elk Lake), а річку, що витікала з нього — Omashkoozo-ziibi (Лосяча річка, англ. Elk River). Після впадання в озеро Беміджі (англ. Lake Bemidji), оджибве називали річку Bemijigamaag-ziibi (річка після перетину озера). Після впадання в озеро Касс, назва річки змінювалася на Gaa-miskwaawaakokaag-ziibi (річка червоного кедра), після озера Віннібігошиш (Winnibigoshish) — на Wiinibiigoozhish-ziibi (Нещасна річка з брудною водою), Gichi-ziibi (Велика річка)(Big River) після впадання річки Ліч Лейк, та, нарешті, Misi-ziibi (Велика річка), після злиття з річкою Кроу Вінґ (Crow Wing River)[50]. Після експедицій Джакомо Бельтрамі і Генрі Скулкрафта, найдовший потік вище впадання Кроу Вінґ був теж названий «Міссісіпі». Плем'я індіанців Чіппева річки Міссісіпі, відоме як Ґічі-зіібівінініваґ (Gichi-ziibiwininiwag), були названі на честь ділянки річки Міссісіпі відомої як Gichi-ziibi. Шайєнни, одні з перших мешканців верхів'їв річки Міссісіпі, називали її Máʼxe-éʼometaaʼe (Велика Масна річка) мовою Шайєнн.

## Історія

### Корінні американці
Територія басейну річки Міссісіпі була першою заселеною корінними американськими народами, що займалися полюванням і збиральництвом також багатьма ремеслами та вважається одним з небагатьох незалежних центрів доместикації рослин в людській історії. Докази раннього вирощування соняшнику, лободи та інших культур датуються 4-м тисячоліттям до нашої ери. Спосіб життя поступово став більш осілим після, приблизно, 1000 р. до н. е. в період, що зараз називається Вудлендським, коли з'являються все більше доказів будівництва житла, гончарства, ткацтва та інших ремесел. Мережа торгових шляхів, що відносять до Гоупвелльської взаємодії, була активною вздовж водних шляхів між 200 і 500 рр. н. е., поширюючи загальні культурні практики на всій території від Мексиканської затоки до Великих озер. Далі настав період більш ізольованих спільнот і з Месоамерики поширюється сільське господарство, засноване на Трьох сестрах (кукурудзі, бобах і гарбузах), яке поступово стало домінантним. Після близько 800 р. н. е. виникло передове сільськогосподарське суспільство, яке сьогодні називають культурою Міссісіпі, з ознаками високо стратифікованого комплексу Вождівства і великими населеними пунктами. Найвидатнішим з них, нині відомий під назвою Кахокія (Cahokia), був залюдненим приблизно між 600 і 1400 рр. н. е. і в часи свого розквіту нараховував від 8 000 до 40 000 жителів, що було більше, ніж у Лондоні того часу. У часи перших контактів з європейцями, Кахокія та багато інших міст басейну Міссісіпі знелюдніли, і археологічні знахідки свідчать про підвищення соціального стресу.
Сучасні американські індіанські народи, що проживають в басейні Міссісіпі включають Шайєннів, Сіу, Оджибве, Потаватомі Віннебаго, Месквокі, Кікапу, Тамароа (Tamaroa), Мойнґвена (Moingwena), Куапо (Quapaw) і Чікасо.

### Дослідження європейцями
8 травня 1541 іспанський дослідник Ернандо де Сото став першим європейцем, який досягти річки Міссісіпі, яку він назвав Ріо-дель Еспіріту-Санто (Río del Espíritu Santo) («Річка Святого Духа»), в районі, що зараз належить штату Міссісіпі[51].
Французькі дослідники Луї Жойє (Jolliet) і Жак Маркетт, почали вивчати Міссісіпі в 17 столітті. Маркетт подорожував з сіу який назвав її Не Тонґо («Велика річка» на мові Сіу) в 1673 році. Маркетт запропонував називати її річкою Непорочного Зачаття.
Коли Луї Жойє дослідив долину Міссісіпі в 17 столітті, місцеві жителі показали йому швидший шлях дістатися французької Канади через річку Іллінойс. Коли він виявив Чиказький Перехід, він зазначив, що канал «тільки пів ліги» (менш ніж 2 милі (3,2 км), 3 км) довжиною міг би з'єднати Міссісіпі та Великі озера[52]. У 1848 році континентальний вододіл, що розділяв води Великих озер і долини Міссісіпі, був порушений Іллінойським і Мічиганським каналами через річку Чикаго[53]. Це як прискорили розвиток регіону і назавжди змінили екологію долини Міссісіпі та Великих озер.
У 1682 році Рене-Робер Кавельє де ла Саль (Cavelier) та Анрі де Тонті (Tonti) заявили про права Франції на всю долину річки Міссісіпі, назвавши річку річкою Кольбера на честь Жана-Батиста Кольбера, а регіон — Луїзіаною, на честь короля Людовика XIV. 2 березня 1699 П'єр Ле Мойн д'Ібревіллем (d'Iberville) заново відкрив гирло Міссісіпі, після смерті Ла Саля. Французи побудували там невелику фортецю Ла Баліз (Balise), щоб контролювати прохід.
У 1718 році приблизно за 100 миль (160 км) вгору по річці, був заснований Новий Орлеан. Він був закладений Жаном-Батистом Ле-Мойном де Б'єнвіллем (Bienville) вздовж вигину річки у формі півмісяця, за зразком міста Мобіл 1711 року — столиці французької Луїзіани в той час.

### Колонізація
Після перемоги Англії в Семирічній війні, Міссісіпі стала межею між Британською та Іспанською імперіями. Паризький договір (1763) закріпив права Великої Британії на всі землі на схід від Міссісіпі та права Іспанії на землі на захід від Міссісіпі. Іспанія також поступилася Великій Британії Флоридою, щоб повернути Кубу, яку англійці окупували під час війни. Велика Британія тоді розділила територію Флориди на Східну і Західну.
Стаття 8 Паризького договору (1783) говорить: «Судноплавство по річці Міссісіпі, від витоку до океану, повинно назавжди залишитися вільним та відкритим для підданих Великої Британії та громадян Сполучених Штатів». За цим договором, який підсумував американську війну за незалежність, Велика Британія також поступилася Іспанії Західною Флоридою, щоб повернути Багамські острови, які Іспанія окупувала під час війни. Ці посягання закінчилася, коли Іспанія була примушена підписати Пінкнейський договір в 1795 році.
У 1800 році під тиском Наполеона, Іспанія поступилася невизначеною частиною Західної Флориди Франції. Коли Франція в 1803 році продала Луїзіану США, знову виникла суперечка між Іспанією та США, щодо того, якою саме частиною Західної Флориди Іспанія поступилася Франції, та, своєю чергою, яка частина Західної Флориди, тепер належить США, а не Іспанії.
«Луїзіана» перейшла Франції від Іспанії за таємним Договором у Сан-Ільдефонсо в 1800 році. Відтак США викупили цю територію у Франції у 1803 році. У 1815 році США перемогли Англію в битві при Новому Орлеані, під час війни 1812—1815 рр., забезпечивши американський контроль над річкою.
Через річковий басейн Міссісіпі подорожувало на захід та оселялися в ньому так багато поселенців, що Задок Крамер (Zadok Cramer) написав путівник під назвою «Навігатор», в якій детально описав особливості, небезпеки та судноплавні ділянки водних шляхів в цьому районі. Ця книга була настільки популярною, що він оновлював і розширював, зробивши 12 видань протягом 25 років.
Колонізація області була трохи сповільнена трьома землетрусами в 1811 та 1812 роках, що оцінюються приблизно в 8 балів за шкалою Ріхтера, епіцентр яких був недалеко від Нью-Мадрида в штаті Міссурі.

## Туризм та відпочинок на Міссісіпі
Визначні туристичні зони на річці Міссісіпі

### Фестивалі та відпочинок в країні

#### Водні лижі
Спортивний вид водні лижі було винайдено саме на річці Міссісіпі в проміжку між Міннесотою і Вісконсином на так званому озері Пепін. Ральф Самуельсон (Ralph Samuelson) з Лейк-Сіті, штат Міннесота, створив і вдосконалив тут техніку катання на водних лижах, в кінці червня і початку липня 1922 року. Пізніше він здійснив перший стрибок на лижі з поверхні води в 1925 році, а роком пізніше розігнав водного літака «Куртіс» (Curtiss), до швидкості 130 км/год, що стало прототипом водних швидкісних перегонів.

### Екорегіони та національні парки
Є сім національних парків вздовж річки Міссісіпі, всі вони управляються Службою національних парків. «Міссісіпі Національна річка і Зона відпочинку» (Mississippi National River and Recreation Area) є найвідомішим в країні парком, створеним Національною парковою службою, задля захисту та досслідженням самої річки Міссісіпі. Решта шість національних парків розташовані по берегах річки (перераховані з півночі на південь):
- Еффіґ-Курган Національний Монумент (Effigy Mounds National Monument)
- Джефферсон Нешинл Експеншин Меморіал (Jefferson National Expansion Memorial)
- Вікксбурґ Національний військовий парк (Vicksburg National Military Park)
- Натчез Національний Історичний парк (Natchez National Historical Park)
- Нью-Орлеанський Джаз Національний Історичний парк (New Orleans Jazz National Historical Park)
- Жан Лафітт Національний історичний парк і заповідник (Jean Lafitte National Historical Park and Preserve)

## ГЕС
На споруді у Кеокук, відома як шлюз № 19, розташовано ГЕС Кеокук.

## Міссісіпі в культурі
Значний внесок в культуру надали витоки Міссісіпі. Ще з початку існування цивілізації тут знаходились поселення людей.